# Abū Yūsuf Yaʿqūb al-Mansūr
Abū Yūsuf Yaʿqūb ibn Yūsuf al-Mansūr (arabisch أبو يوسف يعقوب بن يوسف المنصور, DMG Abū Yūsuf Yaʿqūb ibn Yūsuf al-Manṣūr; * um 1160; † 1199) war Kalif der Almohaden in den Jahren 1184–1199.

## Leben
Yaqub al-Mansur wurde schon unter der Regierung seines Vaters Abu Yaqub Yusuf I. (reg. 1163–1184) zum Wesir ernannt und residierte in Sevilla. Nach dem Tod seines Vaters konnte er mit Hilfe des Clans von Abu Hafs Umar seine Herrschaft durchsetzen und Revolten seiner Brüder und seines Onkels niederschlagen. In Andalusien operierten die Almohaden weiterhin erfolgreich gegen die Christen. So gelang Yaqub al-Mansur am 19. Juli 1195 bei Alarcos ein großer Sieg über das Königreich Kastilien. Im Jahr 1197 erfolgte ein Vorstoß bis nach Madrid und Guadalajara. Damit wurde für einige Jahre die Expansion der Christen nach Süden gestoppt.
Weniger erfolgreich als in Andalusien war Yaqub al-Mansur bei der Verteidigung des Reiches in Ifrīqiya und Tripolitanien, wo es erneut zu Kämpfen mit dem ayyubidischen Söldnerführer Qaraqusch kam. Verhängnisvoller war aber der Aufstand der Banu Ghaniya in Ifriqiya. Angehörige dieses Stammes waren von den Almoraviden als Statthalter auf den Balearen eingesetzt worden, als welche sie die Herrschaft der Almohaden nicht anerkannten. Im Jahr 1184 landeten sie unter Ali, von den Balearen kommend, mit einem Heer in Bougie und verbündeten sich mit den Beduinen der Banu Hilal in Ifriqiya. Zwar wurden sie von den Almohaden mehrmals geschlagen, doch konnte der Aufstand nie endgültig unterdrückt werden. Als Yahya im Jahr 1195 die Führung der Aufständischen übernahm und Qaraqusch beseitigte, begann ein verheerender Kleinkrieg, der Ifriqiya, Tripolitanien und weite Teile Algeriens schwer verwüstete und zum Ruin der Wirtschaft führte.
Yaqub al-Mansur erkrankte während eines Feldzuges in Andalusien und bestimmte vor seinem Tod im Januar 1199 Muhammad an-Nasir (reg. 1199–1213) zu seinem Thronfolger; er wurde in Tinmal bestattet.

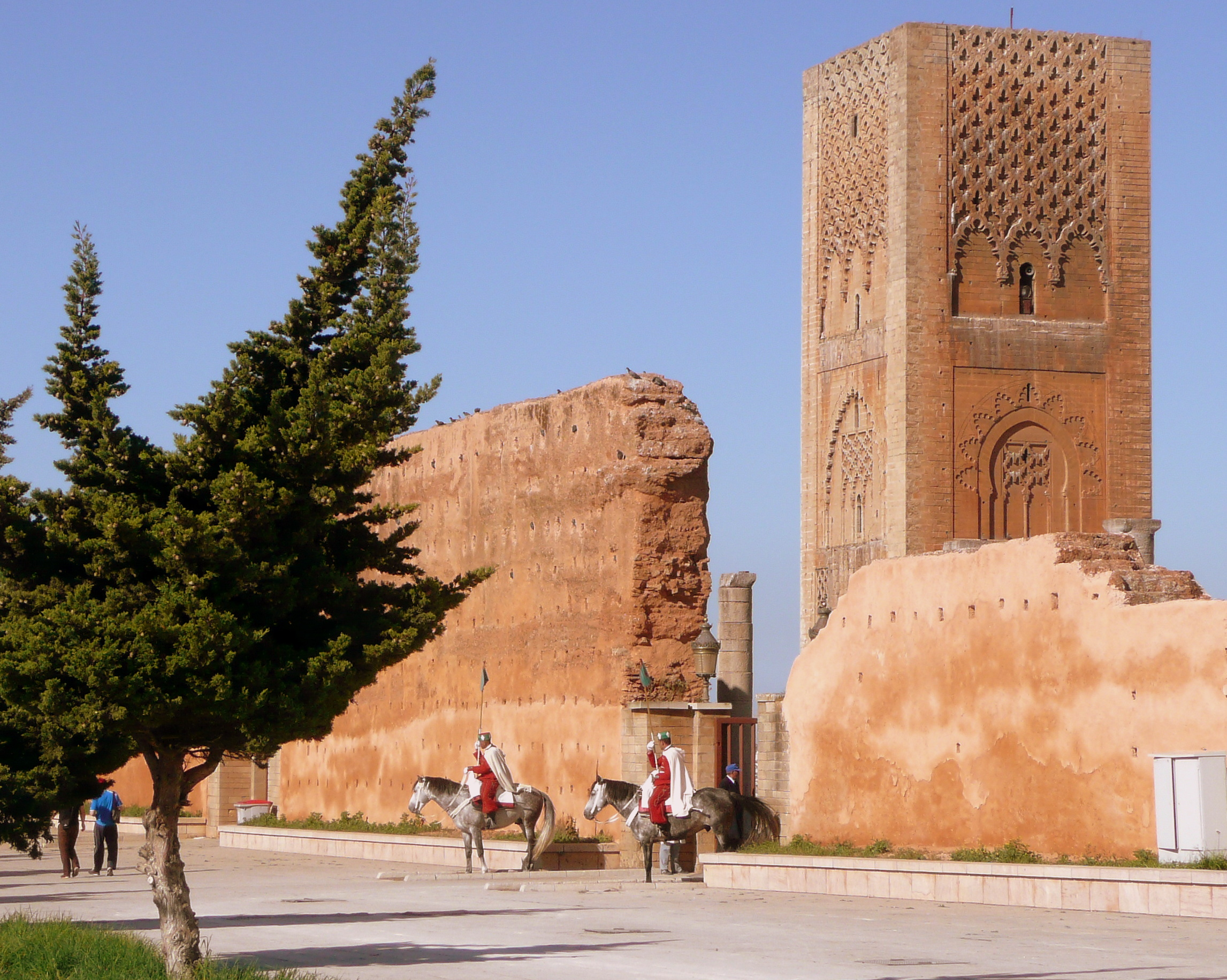
Hassan-Turm in Rabat

## Religion und Kultur
Yaʿqūb bekannte sich öffentlich zur zāhiritischen Lehrrichtung und wandte sich von den Malikiten ab. Auch wenn unter Yaqub al-Mansur der Philosoph Ibn Ruschd/Averroes wegen häretischer Ansichten zeitweise in die Verbannung geschickt wurde, wurden Kunst und Kultur weiter gefördert. Vor allem wurde eine umfangreiche Bautätigkeit betrieben. So erfolgte neben dem Bau der Stadtfestung (kasbah) von Marrakesch unter anderem die Vollendung der Großen Moschee in Sevilla, das zur Residenz der Almohaden in Andalusien ausgebaut wurde. In Marokko wandte er sich dem Ausbau der bestehenden Festung der Kasbah des Oudaïas in Rabat zu und ließ das Gelände erweitern. Die Hassan-Moschee in der mit einer ca. 3 km langen Stampflehm-Mauer umgebenen Unterstadt Rabat konnte dagegen nicht vollendet werden. Darüber hinaus wird ihm auch der Bau der Festungsanlage von Mehdia zugeschrieben.